# NGC 2456
NGC 2456 (również PGC 22129 lub UGC 4073) – galaktyka eliptyczna (E), znajdująca się w gwiazdozbiorze Rysia. Odkrył ją John Herschel 10 lutego 1831 roku.